# Comarca de Itaporã
A Comarca de Itaporã  é uma comarca brasileira localizada no estado de Mato Grosso do Sul, a 250 quilômetros da capital.

## Generalidades
Sendo uma comarca de primeira entrância, tem uma superfície total de 1602,6 km², o que totaliza aproximadamente 0,3% da superfície total do estado. A povoação total da comarca é de 26,2 mil habitantes, aproximadamente 1% do total da povoação estadual, e a densidade de povoação é de 16,37 habitantes por km².
A comarca inclui o município de Itaporã e Douradina. Limita-se com as comarcas de Dourados, Rio Brilhante e Maracaju.
Economicamente possui PIB de R$ 356 700 000,00 de PIB per capita de R$ 13 591,67